# سیاست کثیف (فیلم)
سیاست کثیف (به هندی: Dirty Politics) فیلمی محصول سال ۲۰۱۵ و به کارگردانی کی.سی. بوکادیا است. در این فیلم بازیگرانی همچون نصیرالدین شاه، مالیکا شراوات، جکی شروف، اشوتوش رانا، انوپم کهیر، اوم پوری، آودیش میشرا ایفای نقش کرده‌اند.